# 哥特式和洛丽塔圣经
《哥特式和洛丽塔圣经》，是一部已经停刊的日本时尚季刊杂志书，该志注重于哥特式和洛丽塔时尚。此杂志书由J International在2001年首次发行，是时尚杂志《KERA》的副刊。
在2008年8月，Tokyopop在北美发行了此杂志的英文版本。英文版本由Jenna Winterberg与Michelle Nguyen主编。英文评论者称赞《哥特式和洛丽塔圣经》是一本图片丰富，内容有趣的杂志。2009年春天英文版杂志在发行5本后停刊。

## 历史
《哥特式和洛丽塔圣经》在2001年由J Communications发行第一期，作为时尚杂志《KERA》的副刊。它是一本杂志书，代表杂志和书本的合并。日本音乐家Mana最初提议创刊《哥特式和洛丽塔圣经》，与日本歌唱家和词曲作者Kana一同在演出时穿戴类似时尚服装，以推广这个杂志和洛丽塔时尚。日本作家岳本野蔷薇关于“少女”（乙女）的“正确的行为和态度”的文章同样影响了许多人开始了解并参与洛丽塔时尚和生活。《哥特式和洛丽塔圣经》的内容包含两种不同的时尚风格，即洛丽塔与哥特，洛丽塔时尚占了内容的80%，因为洛丽塔“在两者中较为流行”。
2003年，Michelle Nguyen向Tokyopop提出了在北美发行《哥特式和洛丽塔圣经》 。在2007年6月，Tokyopop宣布了决定发行英文版，并在2008年2月发行了第一期。 里面包括之前几期杂志内的文章，其中的文章由编辑根据现有的材料加上一些原创内容。从第二期开始，英文版本《哥特式和洛丽塔圣经》包含文章，短篇小说以及原先刊登在日语版本上一年前的采访，并且还包含关于美国时尚、活动以及流行趋势的原创内容。
2017年2月24日，日本版第63期发售。之后5月24日预定发售的64期实际没有发售。

## 反响
《哥特式和洛丽塔圣经》在About.com的2008年最佳漫画杂志和杂志书读者投票中排名第十位，并且收到了来自英语评论家的正面评价。About.com的Deb Aoki将其列为在2008年第11位最值得期待的漫画书。 Active Anime的Sandra Scholes写道：“非常好，这是任何洛丽塔的书架上必不可少的！” 在指出一些“过时”的内容的同时，评论它“不是一个严肃的学术期刊”，Mania Entertainment的Danielle Van Gorder称赞杂志为“一本华丽的杂书，可以同时满足洛丽塔时尚的路人粉丝，以及最挑剔的甜系洛丽塔公主。” 为Coolstreak Cartoons写作的Leroy Douresseaux称赞哥特式和洛丽塔模特的照片“十分美好”，并且通过A Clockwork Orange、Dangerous Liaisons、Mad Max、等，把它称为是暮光之区的一个摄影艺术杂书。”

## 外网链接
- ゴシック＆ロリータバイブル （页面存档备份，存于）在J International官方网站页面
- Gothic & Lolita Bible 在Tokyopop官方网站页面
- 哥特式和洛丽塔圣经（漫畫）在動畫新聞網百科全書中的資料（英文）
- ゴシック＆ロリータバイブル（Gothic＆Lolita Bible） （页面存档备份，存于）在ファッション雑誌ガイド